# Motor IOE

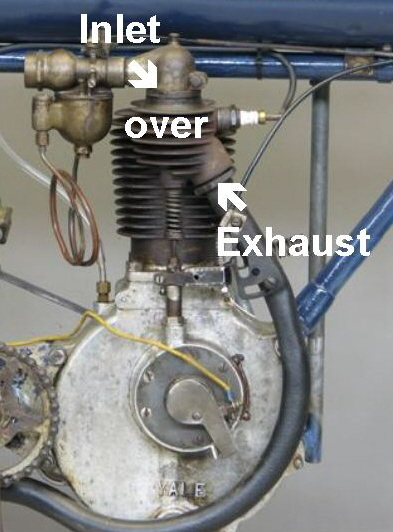
Motor Yale IOE de 1911, amb la vàlvula d'admissió ("Inlet") a la culata i la d'escapament ("Exhaust") al bloc

Un motor IOE (de l'anglès intake/inlet over exhaust, "entrada d'admissió per damunt de l'escapament"), també conegut als Estats Units com a F-head ("de culata en F"), és un tipus de motor de combustió interna de quatre temps el sistema de distribució del qual es basa en vàlvules d'admissió a la culata (OHV) i d'escapament laterals (situades al bloc del motor).
Els motors IOE es van fer servir àmpliament a les primeres motocicletes, en què la vàlvula d'admissió era operada mitjançant la succió del motor en comptes d'utilitzar un tren de vàlvules activat per lleves. Quan les vàlvules d'admissió operades per succió van arribar al seu límit a mesura que va augmentar la velocitat dels motors, els fabricants van modificar els dissenys afegint un tren de lleves mecànic per a accionar les vàlvules d'admissió. Alguns fabricants d'automòbils, entre ells Willys-Overland Motors, Rolls-Royce i Humber, també van fabricar motors IOE tant per a automòbils com per a vehicles militars. Rover va fabricar motors de quatre i de sis cilindres en línia amb una versió particularment eficient del sistema d'alimentació IOE.
S'han fabricat alguns dissenys amb el sistema invers, és a dir, amb la vàlvula d'escapament situada per sobre de la d'admissió, com ara el motor del quadricicle Ford de 1896. Consegüentment, aquest sistema s'anomena en anglès EOI (exhaust over inlet, "escapament per damunt de l'admissió").

## Descripció
En un motor IOE, el col·lector d'admissió i les seves vàlvules estan ubicats a la culata, per sobre dels cilindres, i són operats per balancins que inverteixen el moviment de les varetes per tal que les vàlvules d'admissió s'obrin cap avall a la cambra de combustió. El col·lector d'escapament i les seves vàlvules es troben en un costat dels cilindres, inserits al bloc del motor. Les vàlvules d'escapament estan col·locades aproximadament (o de vegades exactament) paral·leles als pistons; les cares apunten cap amunt i no són operades per varetes d'empenta separades, sinó per contacte amb un arbre de lleves a través de l'empenyedor o elevador de la vàlvula integrat.
Les vàlvules, desplaçades cap a un costat i allotjades en una protuberància lateral, formen el que sembla ser una butxaca. Això va portar a la utilització del terme "vàlvules de butxaca" als motors IOE. Un motor IOE combina característiques dels motors del tipus OHV i dels SV. La vàlvula d'entrada és accionada per la vareta d'empenta i el balancí i s'obre cap avall, com en un motor de vàlvules a la culata, mentre que la vàlvula d'escapament està desplaçada del cilindre i s'obre cap amunt mitjançant una vareta d'empenta integrada a la tija de la vàlvula, accionada directament per l'arbre, com les vàlvules d'un motor de culata plana.

## Origen

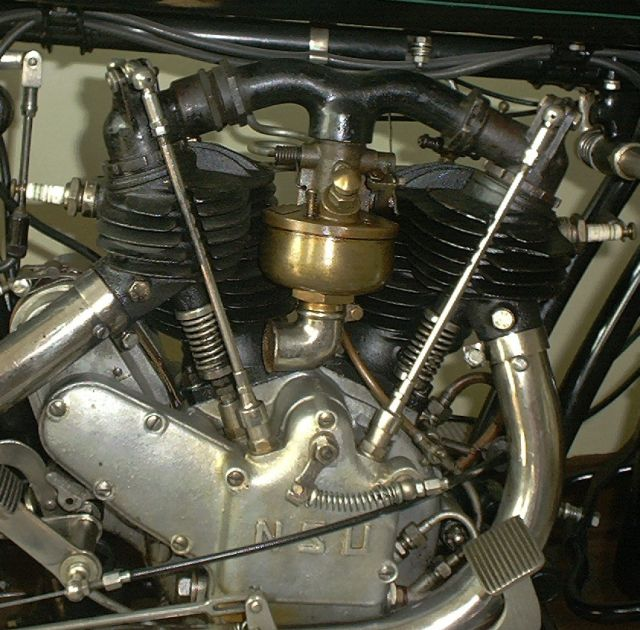
Motor V-twin d'una NSU amb distribució IOE

Els primers dissenys IOE empraven vàlvules d'entrada atmosfèriques, que es mantenien tancades amb un ressort feble i s'obrien per la diferència de pressió creada quan el pistó baixava en el temps d'admissió. Aquest sistema va funcionar bé amb els primers motors de baixa velocitat i tenia l'avantatge de ser molt simple i barat. El ressort feble, però, no podia tancar la vàlvula prou ràpid a mesura que augmentava la velocitat del motor. Això va requerir ressorts més forts, que al seu torn van requerir una acció mecànica directa per a obrir-se, ja que la pressió atmosfèrica de 15 PSI (10.546 kp) limita la força total disponible per a crear una diferència de pressió, cosa que significa que un ressort de 15 lliures (6,8 kg) era el més fort que es podia fer servir (a la pràctica, hauria de ser encara més lleuger).
Quan es va arribar als límits d'aquest sistema, es va millorar el disseny sense canvis substancials a la fosa del capçal en afegir-hi un sistema mecànic per a obrir les vàlvules d'entrada i ressorts més forts per a tancar-les. En ambdós casos, les vàlvules d'escapament eren al bloc i s'obrien per contacte amb un arbre de lleves a través d'un empenyedor o elevador de vàlvules, essent tancades per ressorts.

## Avantatges i inconvenients
El disseny IOE permet l'ús de vàlvules més grans que en un motor SV (amb vàlvules laterals) o en un OHV (amb vàlvules a la culata). Entre els avantatges sobre la vàlvula lateral d'un motor SV hi ha també la cambra de combustió compacta, la bugia ben ubicada i un efecte de refredament de la mescla, juntament amb un millor flux de la mescla d'admissió.
Entre els inconvenients hi ha la cambra de combustió de forma més complexa que la d'un motor OHV, cosa que afecta les taxes de combustió i pot crear punts calents al cap del pistó, i una ubicació inferior de la vàlvula, la qual cosa en dificulta una neteja eficient. A causa de les complicacions addicionals dels balancins i les varetes d'empenta, l'IOE també era més complex i costós de fabricar que un motor de vàlvules laterals, a més de ser físicament més gran pel fet que els balancins es col·locaven sobre la culata dels cilindres. A més, requeria una vàlvula d'admissió i orificis a la culata, mentre que el cilindre d'un motor de vàlvula lateral és, senzillament, un cilindre d'extrem tancat.

## Escapament sobre l'admissió (EOI)
S'han fabricat alguns motors amb la configuració inversa, és a dir, amb les vàlvules d'escapament a la culata i les d'admissió al bloc. L'escúter primerenc ABC Skootamota es va llançar amb un motor d'aquesta mena, però es va canviar a un motor OHV abans que se n'acabés la producció.
El 1936 i 1937, es va plantejar d'invertir les posicions de les vàlvules als motors Indian Four, situant les d'escapament a la culata i les d'admissió al bloc. En teoria, això milloraria la vaporització del combustible, permetent obtenir més potència. Tanmateix, el nou sistema escalfava molt la culata i les varetes de la vàlvula d'escapament requerien ajustaments freqüents. El disseny va tornar a la configuració original IOE el 1938.